# Лукьянов, Сергей Сергеевич
Сергей Сергеевич Лукьянов (28 сентября 1889, Варшава — 27 февраля 1938, Коми АССР) — русский и советский журналист, филолог-классик, историк искусства, советский разведчик и общественный деятель.

## Биография

### Происхождение
Сергей Лукьянов родился в Варшаве.

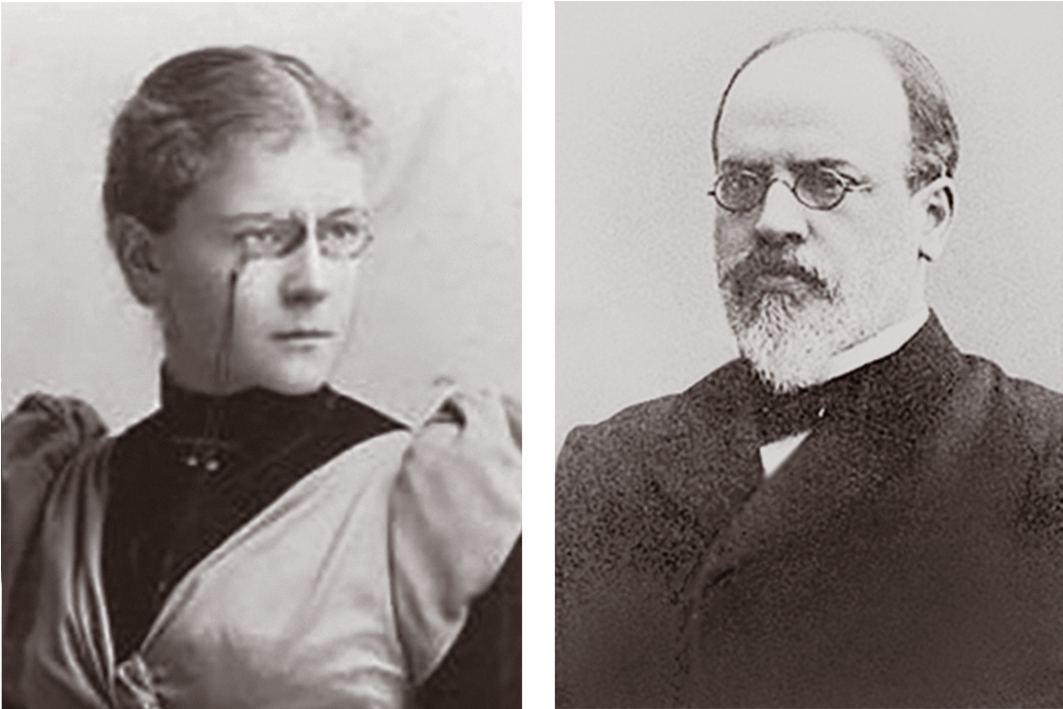
Родители. Лидия Петровна и Сергей Михайлович Лукьяновы. Варшава. 1892

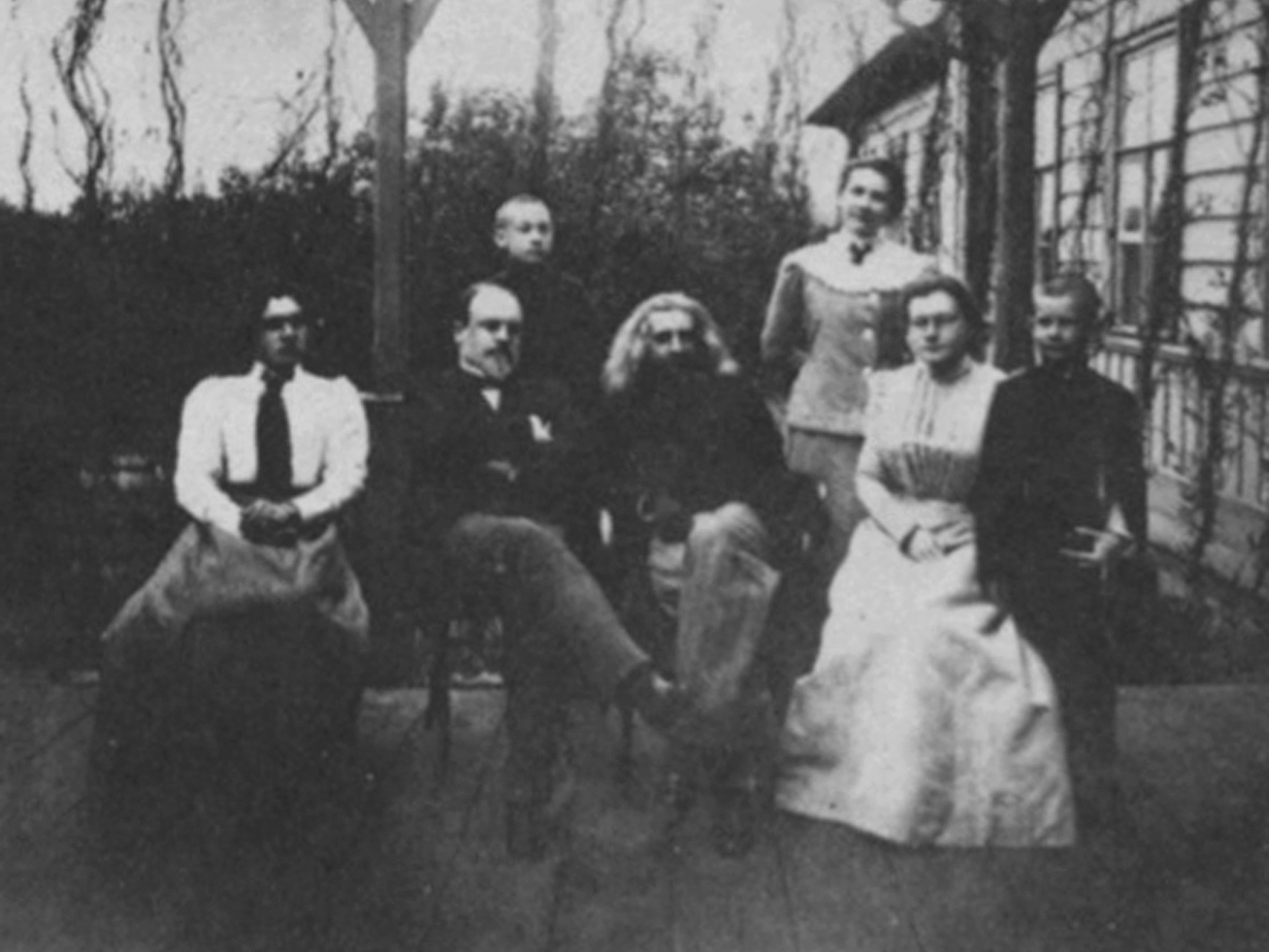
Семья Лукьяновых на даче.
В центре, гостивший у них В. Соловьёв. Сергей стоит первый справа. 1899 год

Отец — Сергей Михайлович Лукьянов (1855—1935) — крупный медик, профессор, впоследствии директор Института экспериментальной медицины, сенатор, обер-прокурор Священного синода.
Мать — Лидия Петровна Лукьянова (урожд. Рубец 1866—1932), положила на музыку некоторые стихотворения Владимира Соловьёва, который в 1899 и 1900 году, часто бывал у них в доме.
Двоюродный дед — Сергей Иванович Лукьянов (1834—1905), с 1879 года — сенатор, с 1899 года — действительный тайный советник.

### Образование
В 1908 году окончил Третью Санкт-Петербургскую гимназию и поступил в Санкт-Петербургский Императорский университет.
Окончил историко-филологический факультет Петроградского университета по специальности «Классическая филология», журналист. 
Специализировался по истории римской литературы под руководством историка Античности М. И. Ростовцева.

## Научная деятельность

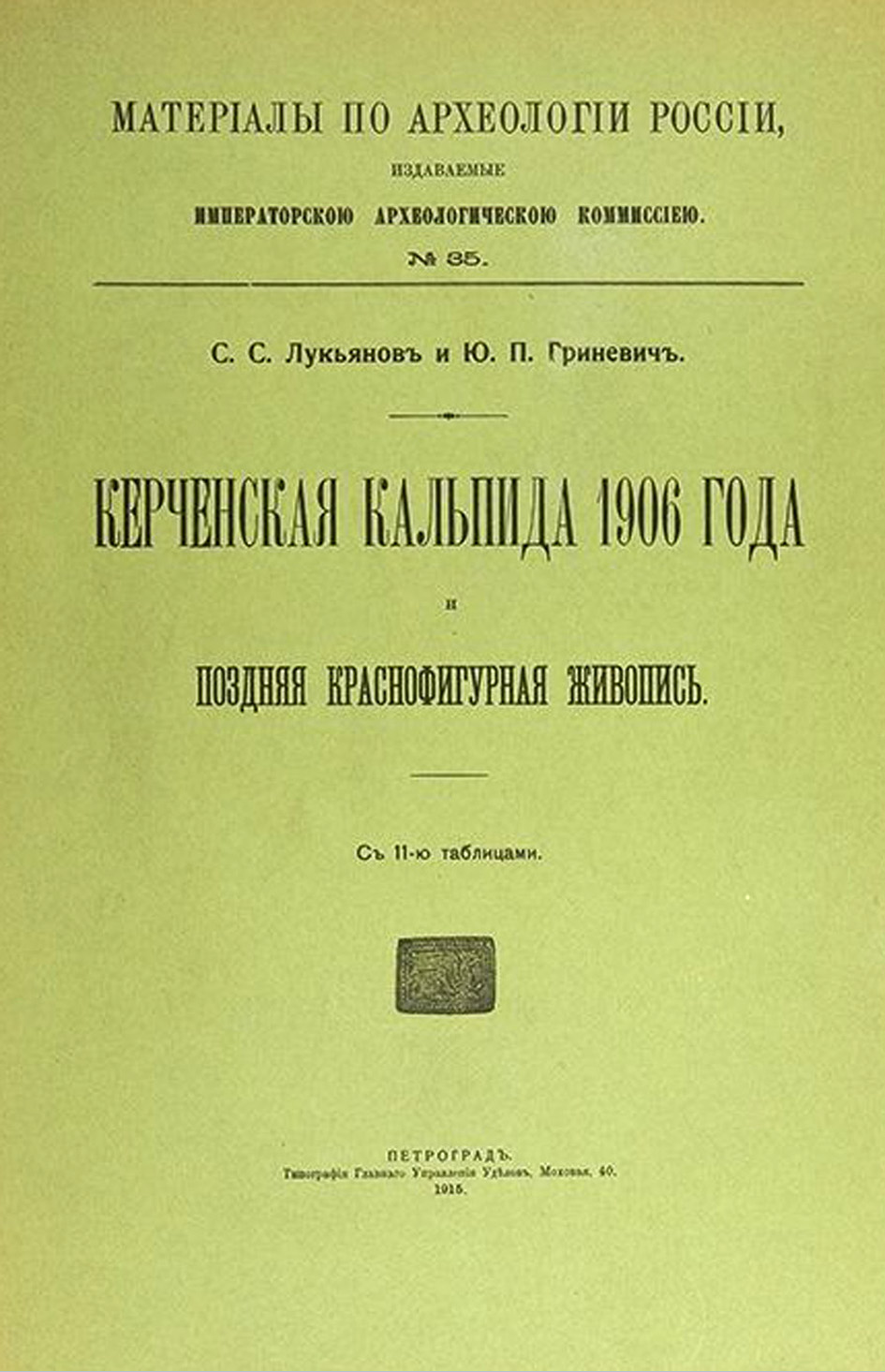
Книга «Керченская кальпида 1906 года и поздняя краснофигурная живопись»

### Начало карьеры
Начиная с 1910 года сотрудничал с журналом «Гермес» — специальным периодическим изданием по истории и культуре Древнего мира.
До 1911 года года жил на Фурштадтской, дом 15, квартира 4. До эмиграции в 1920 году жил с родителями на Кирочной, дом 24, квартира 30.
В начале 1915 года, Императорская археологическая комиссия напечатало книгу «Керченская кальпида 1906 года и поздняя краснофигурная живопись» (авторы: С. С. Лукьянов и Ю. П. Гриневич).
Во второй половине 1915 года — «Издательство М. и С. Сабашниковых» в серии «Памятники Мировой литературы» выпустило два тома сочинений Лукиана, в группу переводчиков входил член «Студенческого общества классической филологии при Петроградском университете» — Сергей Лукьянов.
С 1916 года преподавал на Высшие женских бестужевских курсах.
С 1918 года преподавал в Петроградском университете, сотрудничал с Российской академией истории материальной культуры.

### В эмиграции

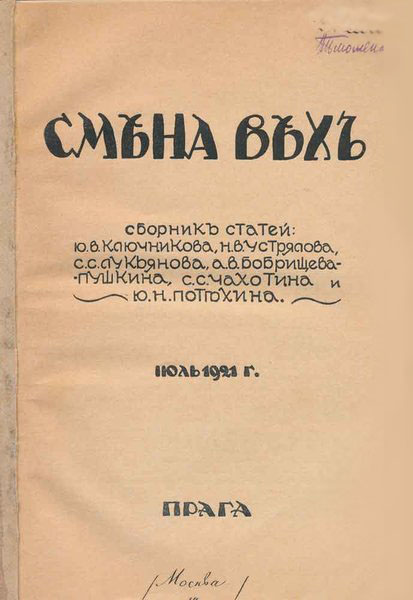
Обложка журнала
«Смена Вех».
Июль 1921 года. Прага. Сборник статей С.С. Лукьянова и других

Осенью 1920 года, отправившись в командировку на Юг России, эмигрировал во Францию.
В 1922 году переехал в Германию. Жил в Берлине, входил в правление берлинского «Дома искусств».
В марте 1922 года, вместе с Ю. В. Ключниковым, Г. Л. Кирдецовым, Б. В. Дюшеном и Ю. Н. Потехиным, один из создателей, центрального печатного органа сменовеховцев, газеты «Накануне».
С августа 1922 года профессор С. С. Лукьянов, как представитель Российского Общества Красного Креста, входил в состав «Организации Фритьофа Нансена» в Сербии  где занимался вопросом реэвакуации амнистированных русских казаков из Балканских стран  в Советскую Россию.
После возвращения Ю. В. Ключникова в СССР, где он стал профессором кафедры публичного права факультета общественных наук Коммунистической академии (1923—1925), и замечания И. В. Сталина по вопросу о составе редакции «Накануне», С. С. Лукьянов практически стал главным редактором газеты.
Роман Гуль, который с июля 1923 года до июня 1924 года, редактировал «Литературное приложение» к газете «Накануне», вспоминал:

 
«Сергея Сергеевича Лукьянова я встречал не часто. Легко писавший, образованный, владевший иностранными языками — по отъезде Ключникова он фактически стал „передовиком“ газеты, писал об исторически неизбежном переходе большевистской диктатуры к формам „трудовой демократии“».

Летом 1924 года Сергей Лукьянов вернулся в Париж, с 1926 по 1927 год редактировал журнал-газету «Наш Союз», литературно-художественное и общественно-политическое издание, в котором много места уделялось освещению жизни в Советском Союзе.
С. С. Лукьянов преподавал литературу в «Русской парижской средней школе». Выпускник этой школы известный поэт первой волны русской эмиграции Юрий Мандельштам посвятил ему свою «Поэму о русской поэзии». Елена Дубровина в своём очерке о творчестве Ю. Мандельштама написала — 

«... любимым учителем будущего поэта был преподаватель русского языка Сергей Сергеевич Лукьянов... В то время, когда он начал преподавать в школе, ему было 34 года. Филолог-классик, историк искусства, публицист и переводчик... Сергей Лукьянов был одним из организаторов Русского народного университета в Париже. Разносторонние знания Сергея Лукьянова, глубокая эрудиция, вероятно, стали подражательным примером для Юрия.»
— Елена Дубровина «Юрий Мандельштам и музы поэта».

### «Смена Вех»

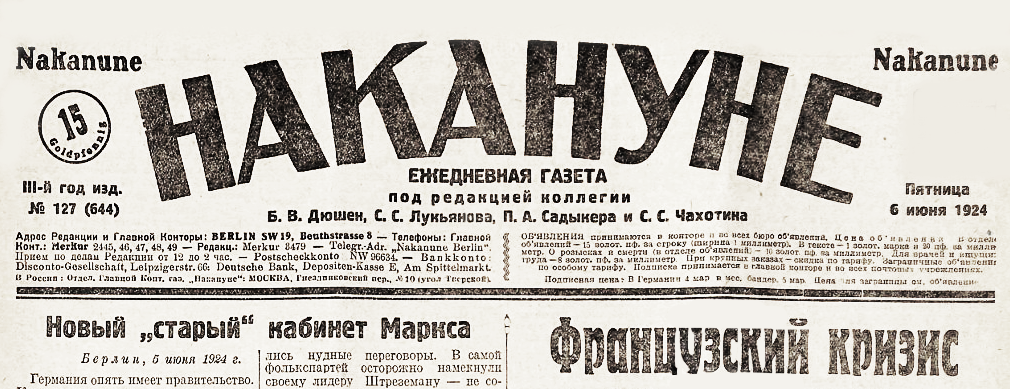
Заглавие газеты «Накануне». № 127. 1924 год. Редколлегия — С. С. Лукьянов, Б. В. Дюшен, П. А. Садыкер, С. С. Чахотин

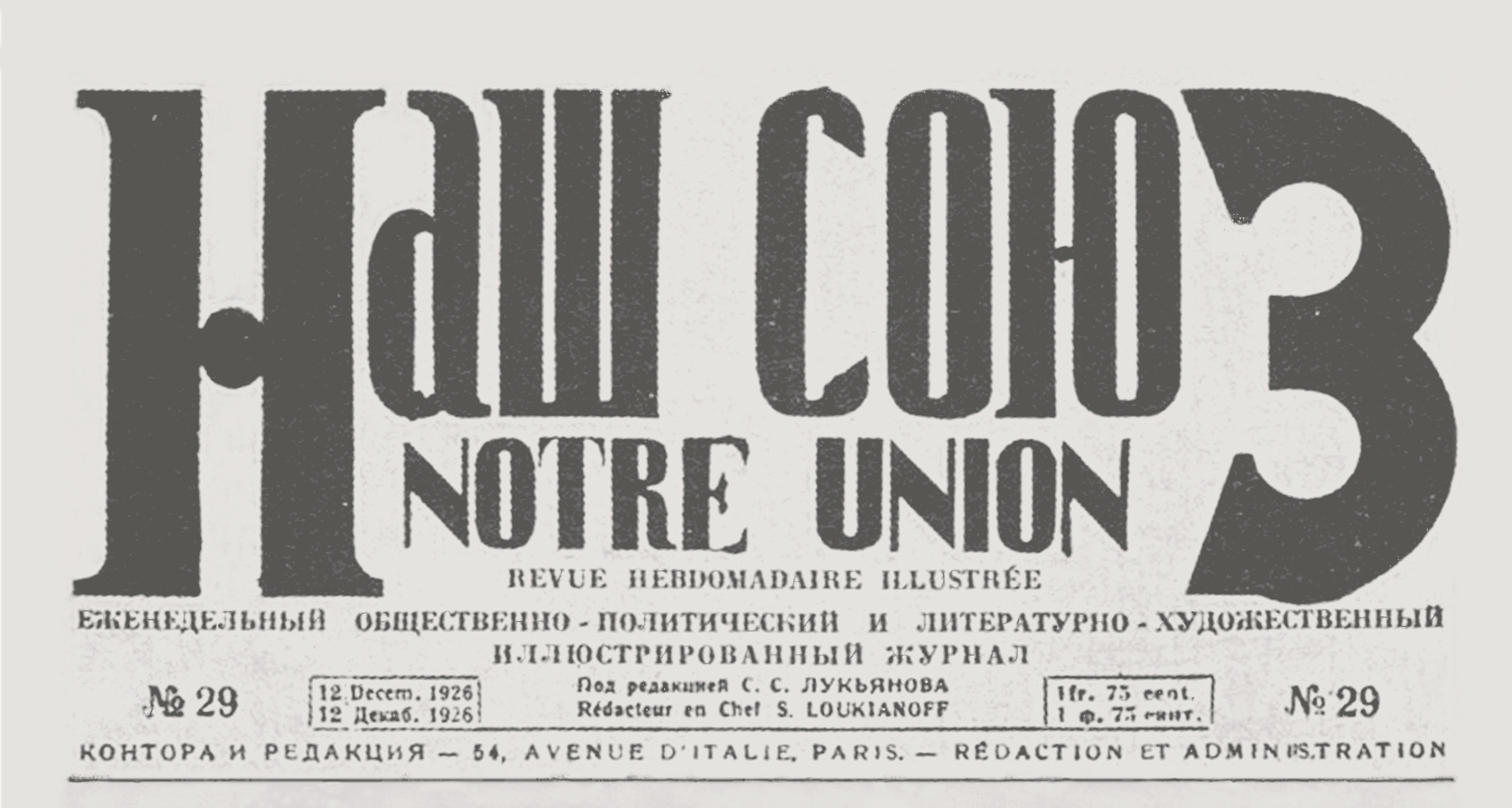
Заглавие иллюстрированного журнала «Наш Союз». Редактор С. С. Лукьянов

Один из идеологов общественно-политического течения «сменовеховства», один из авторов сборника «Смена Вех», а также последующих — журналов «Смена Вех», «Наш Союз» (Париж) и ежедневной газеты «Накануне» (Берлин).
Его «сменовеховские» убеждения базировались на уверенности в том, что если европейские и американские правящие классы своей внутренней и внешней политикой сумеют создать и подержать такие объективные условия, при которых противоречия внутренней и международной жизни всех стран окажутся устранёнными или сглаженными, то для советской власти станет невозможен, а главное, не нужен возврат к революционной тактике «военного коммунизма».
С. С. Лукьянов исключил возможность противопоставления в большевистском руководстве партийных лидеров по национальной принадлежности, как и вообще намёки на возможность национального конфликта внутри советского правительства, на что во многом делала ставку эмиграция.
По его мнению, русская революция — это традиционный русский радикализм, который лишь по стечению обстоятельств возглавлен большевиками.
Изменение ориентации большевиков после Гражданской войны и провозглашение новой экономической политики, считал С. С. Лукьянов, объясняется изменением их социальной базы. Русские рабочие и крестьяне на собственном опыте убедились в экономической необходимости единства России и прониклись национальным сознанием высокого русского подвига, несущего освобождение угнетённых во всём мире.

### Депортация

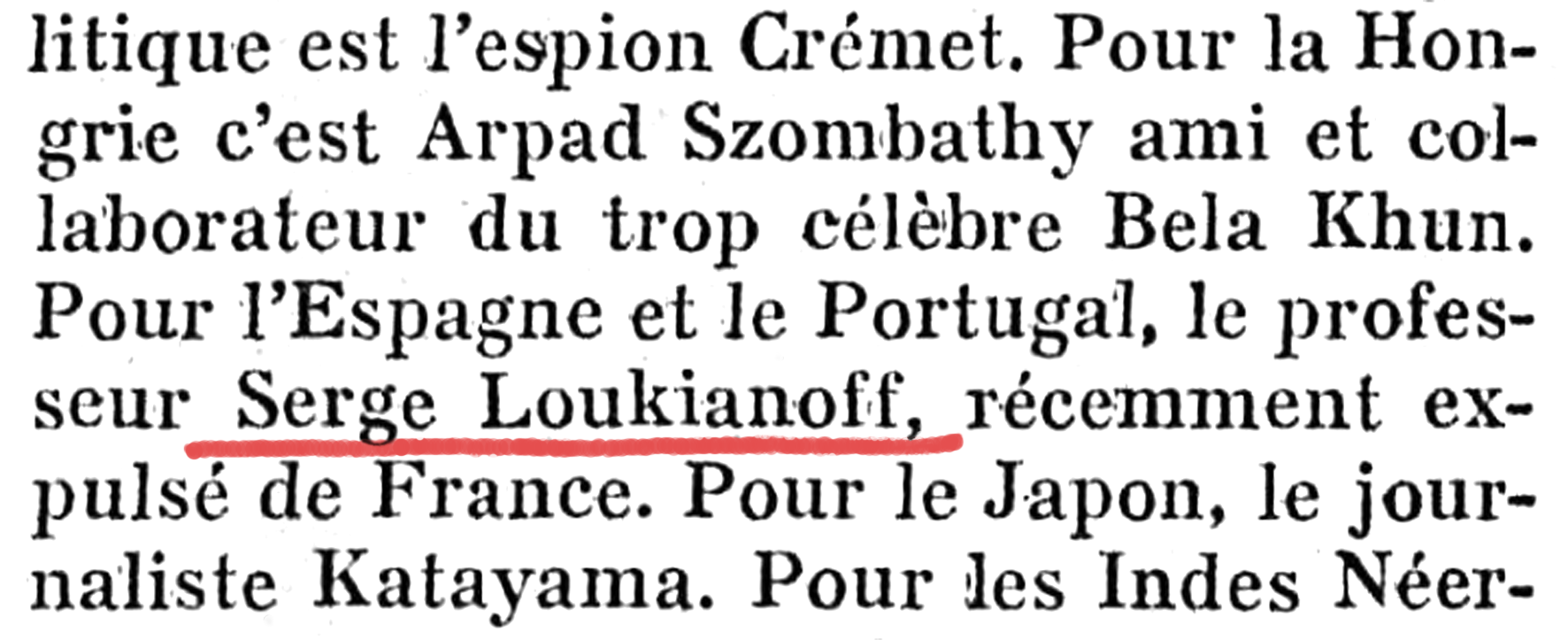
Газета «Фигаро» (Le Figaro) № 110.
19 апреля 1928. Фрагмент статьи «План Ворошилова», о депортации профессора С. С. Лукьянова из Франции в СССР

В 1927 году во Франции, прошла череда арестов. В большое «шпионское дело» было вовлечено около сотни человек. Обнаруженные документы вскрыли существование крупной советской разведсети и её сотрудничества с Французской компартией.
19 апреля 1928 года, парижская газета «Фигаро» № 110, опубликовала статью «План Ворошилова», где говорилось о разоблачении работы военно-стратегической разведки Красной Армии в европейских странах и недавней, в связи с этим, депортации профессора С. С. Лукьянова из Франции. Лукьянов упоминался в газете рядом с сотрудниками Коминтерна — Белой Куном и японским журналистом Сэном Катаямой.
В статье сообщалось, что по данным французской полиции, Сергей Лукьянов отвечал за работу подразделения советской военной разведки в Испании и Португалии.
В субботу, 21 апреля 1928 года, статья «План Ворошилова» из газеты «Фигаро» (Le Figaro), была перепечатана другими периодическими изданиями Западной Европы.

### Возвращение в СССР

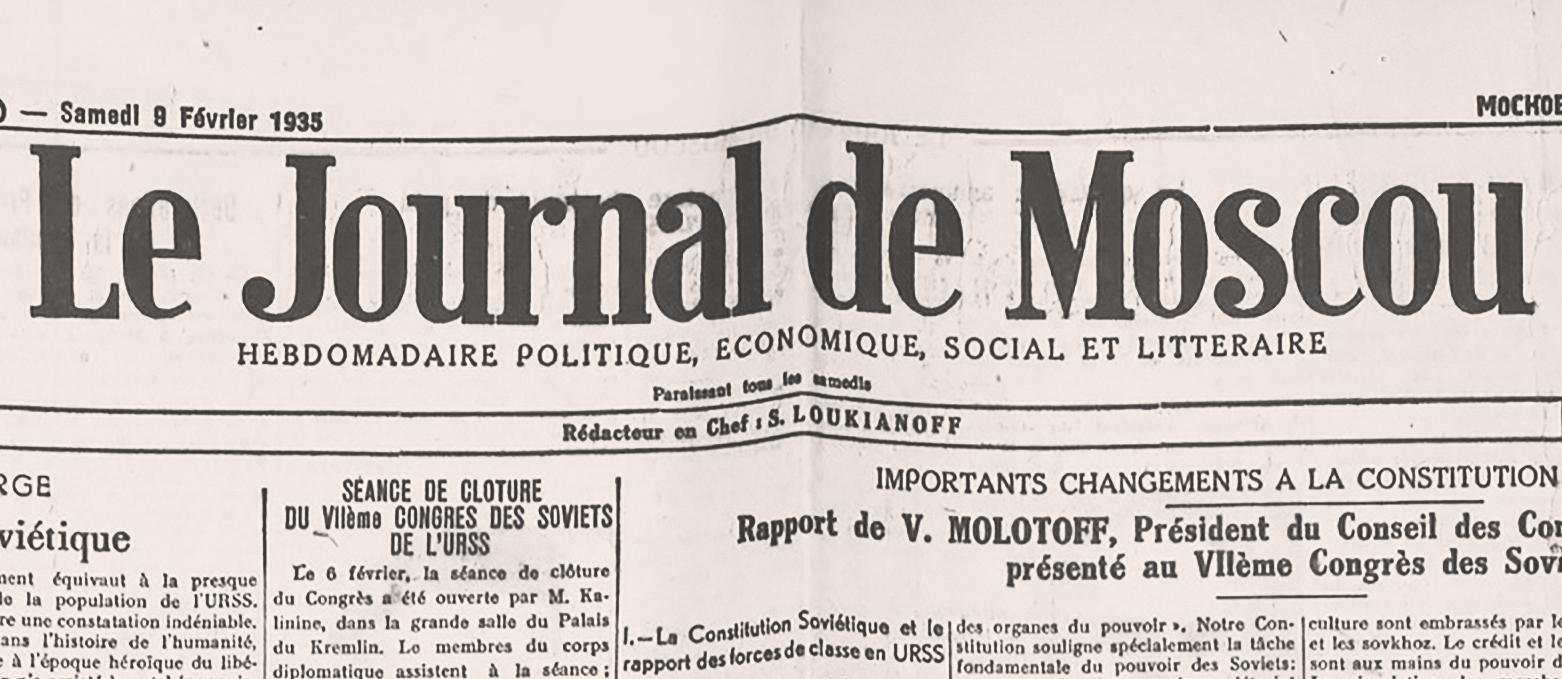
«Le Journal de Moscou». Советский еженедельник на французском языке, издавался в Москве с 1934 по 1939 год. Главный редактор С. С. Лукьянов

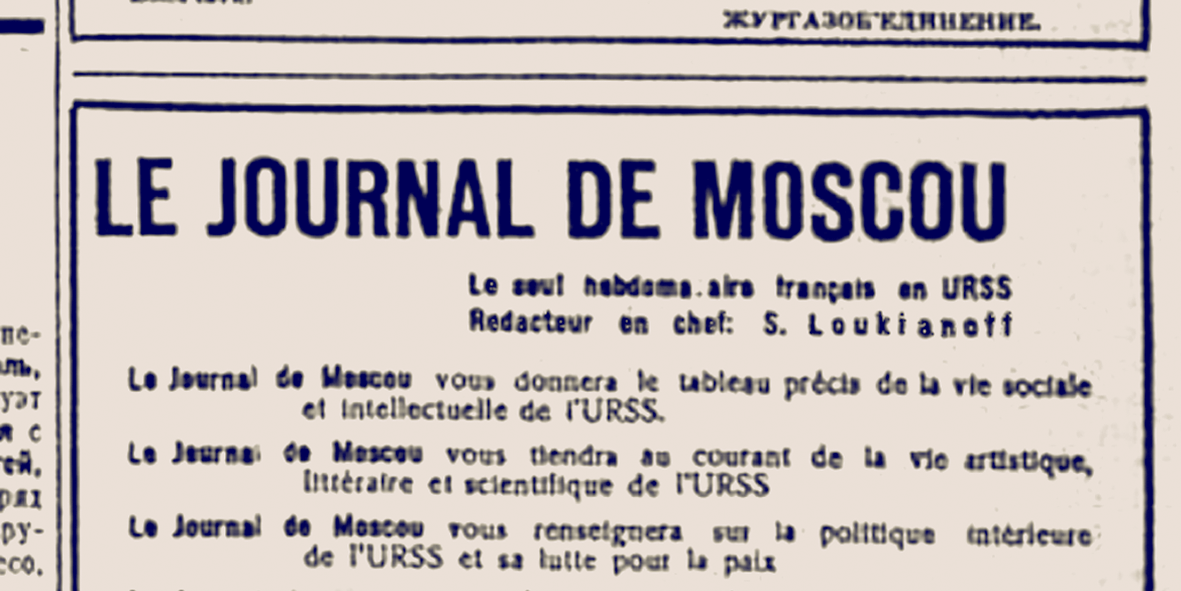
Реклама газеты «Le Journal de Moscou» (1934). Главный редактор С. С. Лукьянов

После возвращения из эмиграции на Родину, занимался журналистской деятельностью.
С 1928 года по август 1935 был главным редактором московского «Le Journal de Moscou» — политического и литературного-художественного иллюстрированного еженедельника, рассчитанного на французскую аудиторию, в котором рассказывалось о жизни в СССР.
5 августа 1935 года, по ложному обвинению, без санкции, арестован органами НКВД и «за активное участие в контрреволюционной группе» заключён в исправительно-трудовой лагерь на 5 лет. 
28 августа 1935 года Политбюро указало НКВД «на неправильность» ареста Лукьянова без санкции ЦК . 
31 августа 1935 года Сталин писал Кагановичу и Молотову — "Винить надо не столько Лукьянова, сколько Наркоминдел, который не руководил газетой".
С. С. Лукьянов работал счетоводом в стройконторе Управления посёлка Чибью (Ухта). По этому делу реабилитирован 17 августа 1957 года.
При отбытии срока наказания в Ухтпечлаге (Коми АССР) тройкой УНКВД по Архангельской области за «контрреволюционную агитацию и прославление фашистского режима», 2 января 1938 года приговорён к расстрелу (ст. 58-10 УК РСФСР).
Приговор приведён в исполнение 27 февраля 1938 года по месту заключения.
 Место захоронения — Новая Ухтарка.
По этому приговору, 15 ноября 1956 года обвинения были полностью сняты и Сергей Сергеевич Лукьянов посмертно реабилитирован.

## Память

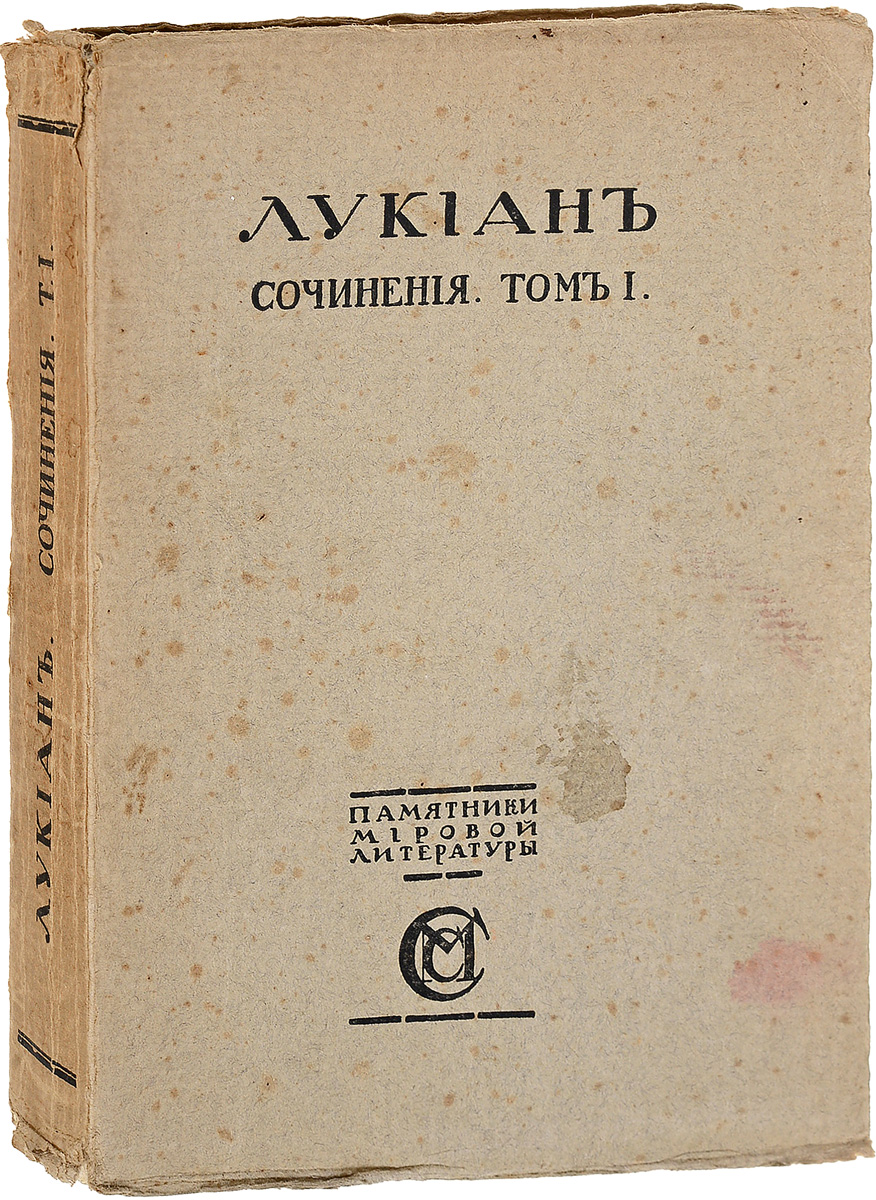
Лукиан. Сочинения. Том I. 1915. Часть переводов сделана С. С. Лукьяновым

Произведения Лукиана Самосатского, переведённые с древнегреческого языка Сергеем Сергеевичем Лукьяновым, к 2005 году, были изданы в России 10 раз.

## Семья Лукьяновых
|                                            |                                            |                                            |                                            |                                            |                                            |  |  |                                            |                                            |                                            |                                            |                                            |                                            |  |  | Иван Михайлович Лукьянов (1795—1863)     |                                          |                                          |                                          |                                          |                                          |  |  |                                        |                                        |                                        |                                        |                                        |                                        |  |  |                                       |                                       |                                       |                                       |                                       |                                       |
|                                            |                                            |                                            |                                            |                                            |                                            |  |  |                                            |                                            |                                            |                                            |                                            |                                            |  |  |                                          |                                          |                                          |                                          |                                          |                                          |  |  |                                        |                                        |                                        |                                        |                                        |                                        |  |  |                                       |                                       |                                       |                                       |                                       |                                       |
|                                            |                                            |                                            |                                            |                                            |                                            |  |  |                                            |                                            |                                            |                                            |                                            |                                            |  |  |                                          |                                          |                                          |                                          |                                          |                                          |  |  |                                        |                                        |                                        |                                        |                                        |                                        |  |  |                                       |                                       |                                       |                                       |                                       |                                       |
| Елизавета Павловна (ур. Гоффет) (1830—?)   | Елизавета Павловна (ур. Гоффет) (1830—?)   | Елизавета Павловна (ур. Гоффет) (1830—?)   | Елизавета Павловна (ур. Гоффет) (1830—?)   | Елизавета Павловна (ур. Гоффет) (1830—?)   | Елизавета Павловна (ур. Гоффет) (1830—?)   |  |  | Михаил Иванович Лукьянов (1824—1874)       | Михаил Иванович Лукьянов (1824—1874)       | Михаил Иванович Лукьянов (1824—1874)       | Михаил Иванович Лукьянов (1824—1874)       | Михаил Иванович Лукьянов (1824—1874)       | Михаил Иванович Лукьянов (1824—1874)       |  |  | Сергей Иванович Лукьянов (1834—1905)     | Сергей Иванович Лукьянов (1834—1905)     | Сергей Иванович Лукьянов (1834—1905)     | Сергей Иванович Лукьянов (1834—1905)     | Сергей Иванович Лукьянов (1834—1905)     | Сергей Иванович Лукьянов (1834—1905)     |  |  | Иван Иванович Лукьянов (1830—?)        | Иван Иванович Лукьянов (1830—?)        | Иван Иванович Лукьянов (1830—?)        | Иван Иванович Лукьянов (1830—?)        | Иван Иванович Лукьянов (1830—?)        | Иван Иванович Лукьянов (1830—?)        |  |  | Евгения Николаевна Лукьянова (?—?)    | Евгения Николаевна Лукьянова (?—?)    | Евгения Николаевна Лукьянова (?—?)    | Евгения Николаевна Лукьянова (?—?)    | Евгения Николаевна Лукьянова (?—?)    | Евгения Николаевна Лукьянова (?—?)    |
| Елизавета Павловна (ур. Гоффет) (1830—?)   | Елизавета Павловна (ур. Гоффет) (1830—?)   | Елизавета Павловна (ур. Гоффет) (1830—?)   | Елизавета Павловна (ур. Гоффет) (1830—?)   | Елизавета Павловна (ур. Гоффет) (1830—?)   | Елизавета Павловна (ур. Гоффет) (1830—?)   |  |  | Михаил Иванович Лукьянов (1824—1874)       | Михаил Иванович Лукьянов (1824—1874)       | Михаил Иванович Лукьянов (1824—1874)       | Михаил Иванович Лукьянов (1824—1874)       | Михаил Иванович Лукьянов (1824—1874)       | Михаил Иванович Лукьянов (1824—1874)       |  |  | Сергей Иванович Лукьянов (1834—1905)     | Сергей Иванович Лукьянов (1834—1905)     | Сергей Иванович Лукьянов (1834—1905)     | Сергей Иванович Лукьянов (1834—1905)     | Сергей Иванович Лукьянов (1834—1905)     | Сергей Иванович Лукьянов (1834—1905)     |  |  | Иван Иванович Лукьянов (1830—?)        | Иван Иванович Лукьянов (1830—?)        | Иван Иванович Лукьянов (1830—?)        | Иван Иванович Лукьянов (1830—?)        | Иван Иванович Лукьянов (1830—?)        | Иван Иванович Лукьянов (1830—?)        |  |  | Евгения Николаевна Лукьянова (?—?)    | Евгения Николаевна Лукьянова (?—?)    | Евгения Николаевна Лукьянова (?—?)    | Евгения Николаевна Лукьянова (?—?)    | Евгения Николаевна Лукьянова (?—?)    | Евгения Николаевна Лукьянова (?—?)    |
|                                            |                                            |                                            |                                            |                                            |                                            |  |  |                                            |                                            |                                            |                                            |                                            |                                            |  |  |                                          |                                          |                                          |                                          |                                          |                                          |  |  |                                        |                                        |                                        |                                        |                                        |                                        |  |  |                                       |                                       |                                       |                                       |                                       |                                       |
|                                            |                                            |                                            |                                            |                                            |                                            |  |  |                                            |                                            |                                            |                                            |                                            |                                            |  |  |                                          |                                          |                                          |                                          |                                          |                                          |  |  |                                        |                                        |                                        |                                        |                                        |                                        |  |  |                                       |                                       |                                       |                                       |                                       |                                       |
| Иван Михайлович Лукьянов (1850—?)          | Иван Михайлович Лукьянов (1850—?)          | Иван Михайлович Лукьянов (1850—?)          | Иван Михайлович Лукьянов (1850—?)          | Иван Михайлович Лукьянов (1850—?)          | Иван Михайлович Лукьянов (1850—?)          |  |  | Василий Михайлович Лукьянов (1845—1915)    | Василий Михайлович Лукьянов (1845—1915)    | Василий Михайлович Лукьянов (1845—1915)    | Василий Михайлович Лукьянов (1845—1915)    | Василий Михайлович Лукьянов (1845—1915)    | Василий Михайлович Лукьянов (1845—1915)    |  |  | Сергей Михайлович Лукьянов (1855—1935)   | Сергей Михайлович Лукьянов (1855—1935)   | Сергей Михайлович Лукьянов (1855—1935)   | Сергей Михайлович Лукьянов (1855—1935)   | Сергей Михайлович Лукьянов (1855—1935)   | Сергей Михайлович Лукьянов (1855—1935)   |  |  | Лидия Петровна (ур. Рубец) (1866—1932) | Лидия Петровна (ур. Рубец) (1866—1932) | Лидия Петровна (ур. Рубец) (1866—1932) | Лидия Петровна (ур. Рубец) (1866—1932) | Лидия Петровна (ур. Рубец) (1866—1932) | Лидия Петровна (ур. Рубец) (1866—1932) |  |  | Николай Иванович Лукьянов (1861—1937) | Николай Иванович Лукьянов (1861—1937) | Николай Иванович Лукьянов (1861—1937) | Николай Иванович Лукьянов (1861—1937) | Николай Иванович Лукьянов (1861—1937) | Николай Иванович Лукьянов (1861—1937) |
| Иван Михайлович Лукьянов (1850—?)          | Иван Михайлович Лукьянов (1850—?)          | Иван Михайлович Лукьянов (1850—?)          | Иван Михайлович Лукьянов (1850—?)          | Иван Михайлович Лукьянов (1850—?)          | Иван Михайлович Лукьянов (1850—?)          |  |  | Василий Михайлович Лукьянов (1845—1915)    | Василий Михайлович Лукьянов (1845—1915)    | Василий Михайлович Лукьянов (1845—1915)    | Василий Михайлович Лукьянов (1845—1915)    | Василий Михайлович Лукьянов (1845—1915)    | Василий Михайлович Лукьянов (1845—1915)    |  |  | Сергей Михайлович Лукьянов (1855—1935)   | Сергей Михайлович Лукьянов (1855—1935)   | Сергей Михайлович Лукьянов (1855—1935)   | Сергей Михайлович Лукьянов (1855—1935)   | Сергей Михайлович Лукьянов (1855—1935)   | Сергей Михайлович Лукьянов (1855—1935)   |  |  | Лидия Петровна (ур. Рубец) (1866—1932) | Лидия Петровна (ур. Рубец) (1866—1932) | Лидия Петровна (ур. Рубец) (1866—1932) | Лидия Петровна (ур. Рубец) (1866—1932) | Лидия Петровна (ур. Рубец) (1866—1932) | Лидия Петровна (ур. Рубец) (1866—1932) |  |  | Николай Иванович Лукьянов (1861—1937) | Николай Иванович Лукьянов (1861—1937) | Николай Иванович Лукьянов (1861—1937) | Николай Иванович Лукьянов (1861—1937) | Николай Иванович Лукьянов (1861—1937) | Николай Иванович Лукьянов (1861—1937) |
|                                            |                                            |                                            |                                            |                                            |                                            |  |  |                                            |                                            |                                            |                                            |                                            |                                            |  |  |                                          |                                          |                                          |                                          |                                          |                                          |  |  |                                        |                                        |                                        |                                        |                                        |                                        |  |  |                                       |                                       |                                       |                                       |                                       |                                       |
|                                            |                                            |                                            |                                            |                                            |                                            |  |  |                                            |                                            |                                            |                                            |                                            |                                            |  |  |                                          |                                          |                                          |                                          |                                          |                                          |  |  |                                        |                                        |                                        |                                        |                                        |                                        |  |  |                                       |                                       |                                       |                                       |                                       |                                       |
| Прасковья Игнатьевна Лукьянова (1875—1942) | Прасковья Игнатьевна Лукьянова (1875—1942) | Прасковья Игнатьевна Лукьянова (1875—1942) | Прасковья Игнатьевна Лукьянова (1875—1942) | Прасковья Игнатьевна Лукьянова (1875—1942) | Прасковья Игнатьевна Лукьянова (1875—1942) |  |  | Сергей Васильевич Лукьянов (1873—1921)     | Сергей Васильевич Лукьянов (1873—1921)     | Сергей Васильевич Лукьянов (1873—1921)     | Сергей Васильевич Лукьянов (1873—1921)     | Сергей Васильевич Лукьянов (1873—1921)     | Сергей Васильевич Лукьянов (1873—1921)     |  |  | Сергей Сергеевич Лукьянов (1889—1938)    | Сергей Сергеевич Лукьянов (1889—1938)    | Сергей Сергеевич Лукьянов (1889—1938)    | Сергей Сергеевич Лукьянов (1889—1938)    | Сергей Сергеевич Лукьянов (1889—1938)    | Сергей Сергеевич Лукьянов (1889—1938)    |  |  | Наталья Сергеевна Попова (1884—1972)   | Наталья Сергеевна Попова (1884—1972)   | Наталья Сергеевна Попова (1884—1972)   | Наталья Сергеевна Попова (1884—1972)   | Наталья Сергеевна Попова (1884—1972)   | Наталья Сергеевна Попова (1884—1972)   |  |  | Георгий Сергеевич Лукьянов (1887—?)   | Георгий Сергеевич Лукьянов (1887—?)   | Георгий Сергеевич Лукьянов (1887—?)   | Георгий Сергеевич Лукьянов (1887—?)   | Георгий Сергеевич Лукьянов (1887—?)   | Георгий Сергеевич Лукьянов (1887—?)   |
| Прасковья Игнатьевна Лукьянова (1875—1942) | Прасковья Игнатьевна Лукьянова (1875—1942) | Прасковья Игнатьевна Лукьянова (1875—1942) | Прасковья Игнатьевна Лукьянова (1875—1942) | Прасковья Игнатьевна Лукьянова (1875—1942) | Прасковья Игнатьевна Лукьянова (1875—1942) |  |  | Сергей Васильевич Лукьянов (1873—1921)     | Сергей Васильевич Лукьянов (1873—1921)     | Сергей Васильевич Лукьянов (1873—1921)     | Сергей Васильевич Лукьянов (1873—1921)     | Сергей Васильевич Лукьянов (1873—1921)     | Сергей Васильевич Лукьянов (1873—1921)     |  |  | Сергей Сергеевич Лукьянов (1889—1938)    | Сергей Сергеевич Лукьянов (1889—1938)    | Сергей Сергеевич Лукьянов (1889—1938)    | Сергей Сергеевич Лукьянов (1889—1938)    | Сергей Сергеевич Лукьянов (1889—1938)    | Сергей Сергеевич Лукьянов (1889—1938)    |  |  | Наталья Сергеевна Попова (1884—1972)   | Наталья Сергеевна Попова (1884—1972)   | Наталья Сергеевна Попова (1884—1972)   | Наталья Сергеевна Попова (1884—1972)   | Наталья Сергеевна Попова (1884—1972)   | Наталья Сергеевна Попова (1884—1972)   |  |  | Георгий Сергеевич Лукьянов (1887—?)   | Георгий Сергеевич Лукьянов (1887—?)   | Георгий Сергеевич Лукьянов (1887—?)   | Георгий Сергеевич Лукьянов (1887—?)   | Георгий Сергеевич Лукьянов (1887—?)   | Георгий Сергеевич Лукьянов (1887—?)   |
|                                            |                                            |                                            |                                            |                                            |                                            |  |  |                                            |                                            |                                            |                                            |                                            |                                            |  |  |                                          |                                          |                                          |                                          |                                          |                                          |  |  |                                        |                                        |                                        |                                        |                                        |                                        |  |  |                                       |                                       |                                       |                                       |                                       |                                       |
|                                            |                                            |                                            |                                            |                                            |                                            |  |  |                                            |                                            |                                            |                                            |                                            |                                            |  |  |                                          |                                          |                                          |                                          |                                          |                                          |  |  |                                        |                                        |                                        |                                        |                                        |                                        |  |  |                                       |                                       |                                       |                                       |                                       |                                       |
| Николай Сергеевич Лукьянов (1914—2005)     | Николай Сергеевич Лукьянов (1914—2005)     | Николай Сергеевич Лукьянов (1914—2005)     | Николай Сергеевич Лукьянов (1914—2005)     | Николай Сергеевич Лукьянов (1914—2005)     | Николай Сергеевич Лукьянов (1914—2005)     |  |  | Сергей Сергеевич Лукьянов (1910—1989)      | Сергей Сергеевич Лукьянов (1910—1989)      | Сергей Сергеевич Лукьянов (1910—1989)      | Сергей Сергеевич Лукьянов (1910—1989)      | Сергей Сергеевич Лукьянов (1910—1989)      | Сергей Сергеевич Лукьянов (1910—1989)      |  |  | Валентина Петровна Лукьянова (1915—2002) | Валентина Петровна Лукьянова (1915—2002) | Валентина Петровна Лукьянова (1915—2002) | Валентина Петровна Лукьянова (1915—2002) | Валентина Петровна Лукьянова (1915—2002) | Валентина Петровна Лукьянова (1915—2002) |  |  | Лидия Николаевна Ребреева (1907—1990)  | Лидия Николаевна Ребреева (1907—1990)  | Лидия Николаевна Ребреева (1907—1990)  | Лидия Николаевна Ребреева (1907—1990)  | Лидия Николаевна Ребреева (1907—1990)  | Лидия Николаевна Ребреева (1907—1990)  |  |  |                                       |                                       |                                       |                                       |                                       |                                       |
| Николай Сергеевич Лукьянов (1914—2005)     | Николай Сергеевич Лукьянов (1914—2005)     | Николай Сергеевич Лукьянов (1914—2005)     | Николай Сергеевич Лукьянов (1914—2005)     | Николай Сергеевич Лукьянов (1914—2005)     | Николай Сергеевич Лукьянов (1914—2005)     |  |  | Сергей Сергеевич Лукьянов (1910—1989)      | Сергей Сергеевич Лукьянов (1910—1989)      | Сергей Сергеевич Лукьянов (1910—1989)      | Сергей Сергеевич Лукьянов (1910—1989)      | Сергей Сергеевич Лукьянов (1910—1989)      | Сергей Сергеевич Лукьянов (1910—1989)      |  |  | Валентина Петровна Лукьянова (1915—2002) | Валентина Петровна Лукьянова (1915—2002) | Валентина Петровна Лукьянова (1915—2002) | Валентина Петровна Лукьянова (1915—2002) | Валентина Петровна Лукьянова (1915—2002) | Валентина Петровна Лукьянова (1915—2002) |  |  | Лидия Николаевна Ребреева (1907—1990)  | Лидия Николаевна Ребреева (1907—1990)  | Лидия Николаевна Ребреева (1907—1990)  | Лидия Николаевна Ребреева (1907—1990)  | Лидия Николаевна Ребреева (1907—1990)  | Лидия Николаевна Ребреева (1907—1990)  |  |  |                                       |                                       |                                       |                                       |                                       |                                       |
|                                            |                                            |                                            |                                            |                                            |                                            |  |  |                                            |                                            |                                            |                                            |                                            |                                            |  |  |                                          |                                          |                                          |                                          |                                          |                                          |  |  |                                        |                                        |                                        |                                        |                                        |                                        |  |  |                                       |                                       |                                       |                                       |                                       |                                       |
|                                            |                                            |                                            |                                            |                                            |                                            |  |  |                                            |                                            |                                            |                                            |                                            |                                            |  |  |                                          |                                          |                                          |                                          |                                          |                                          |  |  |                                        |                                        |                                        |                                        |                                        |                                        |  |  |                                       |                                       |                                       |                                       |                                       |                                       |
| Людмила Сергеевна Гурихина (1938—2013)     | Людмила Сергеевна Гурихина (1938—2013)     | Людмила Сергеевна Гурихина (1938—2013)     | Людмила Сергеевна Гурихина (1938—2013)     | Людмила Сергеевна Гурихина (1938—2013)     | Людмила Сергеевна Гурихина (1938—2013)     |  |  | Татьяна Владимировна Лукьянова (1947—2011) | Татьяна Владимировна Лукьянова (1947—2011) | Татьяна Владимировна Лукьянова (1947—2011) | Татьяна Владимировна Лукьянова (1947—2011) | Татьяна Владимировна Лукьянова (1947—2011) | Татьяна Владимировна Лукьянова (1947—2011) |  |  | Владимир Сергеевич Лукьянов (род. 1945)  | Владимир Сергеевич Лукьянов (род. 1945)  | Владимир Сергеевич Лукьянов (род. 1945)  | Владимир Сергеевич Лукьянов (род. 1945)  | Владимир Сергеевич Лукьянов (род. 1945)  | Владимир Сергеевич Лукьянов (род. 1945)  |  |  |                                        |                                        |                                        |                                        |                                        |                                        |  |  |                                       |                                       |                                       |                                       |                                       |                                       |
| Людмила Сергеевна Гурихина (1938—2013)     | Людмила Сергеевна Гурихина (1938—2013)     | Людмила Сергеевна Гурихина (1938—2013)     | Людмила Сергеевна Гурихина (1938—2013)     | Людмила Сергеевна Гурихина (1938—2013)     | Людмила Сергеевна Гурихина (1938—2013)     |  |  | Татьяна Владимировна Лукьянова (1947—2011) | Татьяна Владимировна Лукьянова (1947—2011) | Татьяна Владимировна Лукьянова (1947—2011) | Татьяна Владимировна Лукьянова (1947—2011) | Татьяна Владимировна Лукьянова (1947—2011) | Татьяна Владимировна Лукьянова (1947—2011) |  |  | Владимир Сергеевич Лукьянов (род. 1945)  | Владимир Сергеевич Лукьянов (род. 1945)  | Владимир Сергеевич Лукьянов (род. 1945)  | Владимир Сергеевич Лукьянов (род. 1945)  | Владимир Сергеевич Лукьянов (род. 1945)  | Владимир Сергеевич Лукьянов (род. 1945)  |  |  |                                        |                                        |                                        |                                        |                                        |                                        |  |  |                                       |                                       |                                       |                                       |                                       |                                       |